# Азовское сельское поселение (Омская область)
Азовское се́льское поселе́ние — муниципальное образование в Азовский немецкий национальном районе Омской области Российской Федерации.
Административный центр — село Азово.

## История
В начале 1922 года был образован Азовский сельский совет Сосновского района с центром в селе Азово вместо ликвидированного сельского общества. В состав первого сельского совета вошли: председатель — Моисей Манзенко, члены — Дмитрий Кириченко, Яков Кириченко, Иван Подорван, Андрей Лавренчук, Константин Пытайко, Андрей Адамов и др.
В начале 1923 года председателем сельского совета избирается Григорий Шкура из бедняков, летом того же года в председатели сельского совета выдвигают малограмотного середняка Алексея Тимофеевича Бакуменко.
В 1925 году из Азовского сельского совета был выделен Привальновский сельский совет.
На 1926 год в состав сельского совета входили:
- село Азовское;
- кордон Кордон № 3 (Больше-Султановые Рощи);
- кордон (дача) Мало-Султанова.

В 1929 году сельский совет переходит из Сосновского в образованный Новоомский район.
С 1933 года сельский совет находился в подчинении Омского городского совета.
В 1933—1934 годы к сельскому совету присоединяется Привальновский сельский совет.
В 1935 году сельский совет переводится из Новоомского в Азовский район.
В 1954 году к сельскому совету присоединяется Пахомовский сельский совет.
В 1962 году сельский совет переводится из Азовского в Таврический район.
В 1992 году сельский совет переводится из Таврического в образованный Азовский немецкий национальный район. Сельский совет был преобразован в сельскую администрацию.
В начале 2000-х годов сельская администрация преобразована в сельский округ.
Статус и границы сельского поселения установлены Законом Омской области от 30 июля 2004 года № 548-ОЗ «О границах и статусе муниципальных образований Омской области».

## Население
| 2010  | 2011  | 2012  | 2013  | 2014  | 2015  | 2016  |
| ----- | ----- | ----- | ----- | ----- | ----- | ----- |
| 8158  | ↗8168 | ↗8276 | ↗8469 | ↗8750 | ↗8966 | ↗9162 |
| 2017  | 2018  | 2019  | 2020  | 2021  | 2023  |       |
| ↗9263 | ↗9317 | ↗9471 | ↗9599 | ↗9673 | ↗9765 |       |

## Состав сельского поселения
| № | Населённый пункт | Тип населённого пункта       | Население |
| - | ---------------- | ---------------------------- | --------- |
| 1 | Азово            | село, административный центр | ↗7545     |
| 2 | Бердянка         | деревня                      | ↗267      |
| 3 | Пахомовка        | деревня                      | ↗561      |
| 4 | Привальное       | село                         | ↘856      |
| 5 | Южное            | деревня                      | ↗248      |
| 6 | Ягодное          | деревня                      | ↘196      |